# This Is Love (Lied)
This Is Love ist eine Single aus dem Anfang 2013 erschienenen Album #willpower des US-amerikanischen Rappers will.i.am. Der Song wurde von ihm selbst geschrieben und auch aufgenommen. Die Single, welche Adams mit der Sängerin Eva Simons aufnahm, wurde in Deutschland am 3. August 2012 veröffentlicht. Das Musikvideo, welches von Adams geschnitten wurde, wurde am 25. Mai 2012 in den USA veröffentlicht.

## Hintergrund
Der Song wurde von Sebastian Ingrosso und Steve Angello co-produziert.
Die Produktionen am Song haben bereits im Dezember 2011 begonnen, aber letztendlich hätten die Aufnahmen an Adams Laptop stattgefunden.
Eva Simons sprach über William Adams auf MTV: 
- He is super creative, and we kind of have the same energy: We can’t sit still. We were in the studio, and he had this track, and he’s like, 'Yo, Eva, would you like to do this song with me?' And we had been recording a couple tracks before, so he knows what I’m capable of and he trusts me, and we don’t really know each other for that long, but he trusts me. I recorded it, and he mixes it straight away from his laptop ... and it’s done. That’s so beautiful — not only is he super creative and knows what he wants, but he also sees when other people are creative as well. He's not afraid to collaborate.

Auf gut deutsch:
- Er ist super kreativ, wir haben die gleiche Art der Energie. Wir können nicht still sitzen. Wir waren im Studio, und er fragte mich: 'Yo, Eva, würdest du diesen Song mit mir aufnehmen ?' Wir hatten einige Songs vorher aufgenommen, also wusste er, wozu ich fähig war. Wir kannten uns zwar noch nicht allzu lange, aber trotzdem vertraute er mir. Ich nahm meine Strophen auf, und er mixte einfach nur mit seinem Laptop ... so geschah es. Das ist so wunderbar - er ist nicht nur total kreativ und weiß, was er will, er sieht ebenfalls, wenn andere Leute kreativ sind. Er hat keine Angst davor, mit anderen Künstlern zu kooperieren.

## Musikvideo
Das Musikvideo zu This Is Love wurde am 25. Mai 2012 veröffentlicht.
Es wurde in London gedreht und zeigt die aus Harry Potter bekannte South Bank.
Am Anfang vom Video sieht man Adams, wie er in der Nähe der Tower Bridge Piano spielt.
Die Themse ist im Hintergrund zu erkennen. Wenn der Refrain kommt, werden Szenen in einem Club gezeigt, wo auch die Sängerin Eva Simons zu sehen ist.

## Titelliste
Download
1. This Is Love (4:42)

Digitale EP
1. This Is Love (Radio Edit) (4:07)
2. This Is Love (Album Version) (4:42)
3. This Is Love (3D M4n Remix) (4:07)

This Is Love (Remixes)
1. This Is Love (Afrojack Remix) (5:15)
2. This Is Love (Sidney Samson Remix) (5:43)
3. This Is Love (DJ Ammo Remix) (3:40)
4. This Is Love (James Egbert Remix) (5:27)
5. This Is Love (Richard Vission Remix) (5:58)

## Kommerzieller Erfolg

### Chartplatzierungen
| ChartsChartplatzierungen     | Höchstplatzierung | Wochen |
| ---------------------------- | ----------------- | ------ |
| Deutschland (GfK)            | 54 (8 Wo.)        | 8      |
| Niederlande (Media Markt)    | 1 (23 Wo.)        | 23     |
| Österreich (Ö3)              | 15 (14 Wo.)       | 14     |
| Schweiz (IFPI)               | 8 (19 Wo.)        | 19     |
| Vereinigtes Königreich (OCC) | 1 (16 Wo.)        | 16     |

| ChartsJahrescharts (2012)    | Platzierung |
| ---------------------------- | ----------- |
| Schweiz (IFPI)               | 67          |
| Niederlande (Media Markt)    | 7           |
| Vereinigtes Königreich (OCC) | 39          |

### Auszeichnungen für Musikverkäufe
| Land/Region                  | Auszeichnungen für Musikverkäufe (Land/Region, Auszeichnung, Verkäufe) | Verkäufe |
| ---------------------------- | ---------------------------------------------------------------------- | -------- |
| Australien (ARIA)            | 2× Platin                                                              | 140.000  |
| Belgien (BRMA)               | Gold                                                                   | 15.000   |
| Frankreich (SNEP)            | —                                                                      | 89.200   |
| Italien (FIMI)               | Gold                                                                   | 15.000   |
| Neuseeland (RMNZ)            | Platin                                                                 | 15.000   |
| Schweiz (IFPI)               | Gold                                                                   | 15.000   |
| Vereinigtes Königreich (BPI) | Platin                                                                 | 600.000  |
| Insgesamt                    | 3× Gold · 4× Platin ·                                                  | 889.200  |

Hauptartikel: Will.i.am/Auszeichnungen für Musikverkäufe